# Пале-Рояль (Одесса)
Пале-Рояль — городской сквер в исторической части Одессы, расположен между улицами Ланжероновской, Екатерининской, переулком Чайковского и зданием Оперного театра. В советское время назывался сквером Чарльза Дарвина.

## История
Первоначально на этом месте находился военный плац.
После переноса места проведения парадов на Соборную площадь территория использовалась как торговая площадь. В 1842 году по проекту одесского архитектора Г. Торичелли построены торговые ряды, напоминавшие парижский Пале-Рояль и названные в его честь. На территории перед торговыми рядами был устроен сквер с фонтаном (садовник Людвиг Леклер). Аллеи в сквере были разбиты в символике андреевского креста — диагонально.
В 1845 году в секцию № 9 торговых рядов переехала с Дерибасовской улицы кондитерская Замбрини. В июле 1889 года кондитерскую посетил А. П. Чехов.
С перемещением торговли в пассаж на Дерибасовской улице в начале XX века архитектурный ансамбль торговых рядов был полностью перестроен, а сквер стал одним из мест отдыха горожан.
В 1921 году насаждения сквера едва не были вырублены на дрова.

## Скульптура

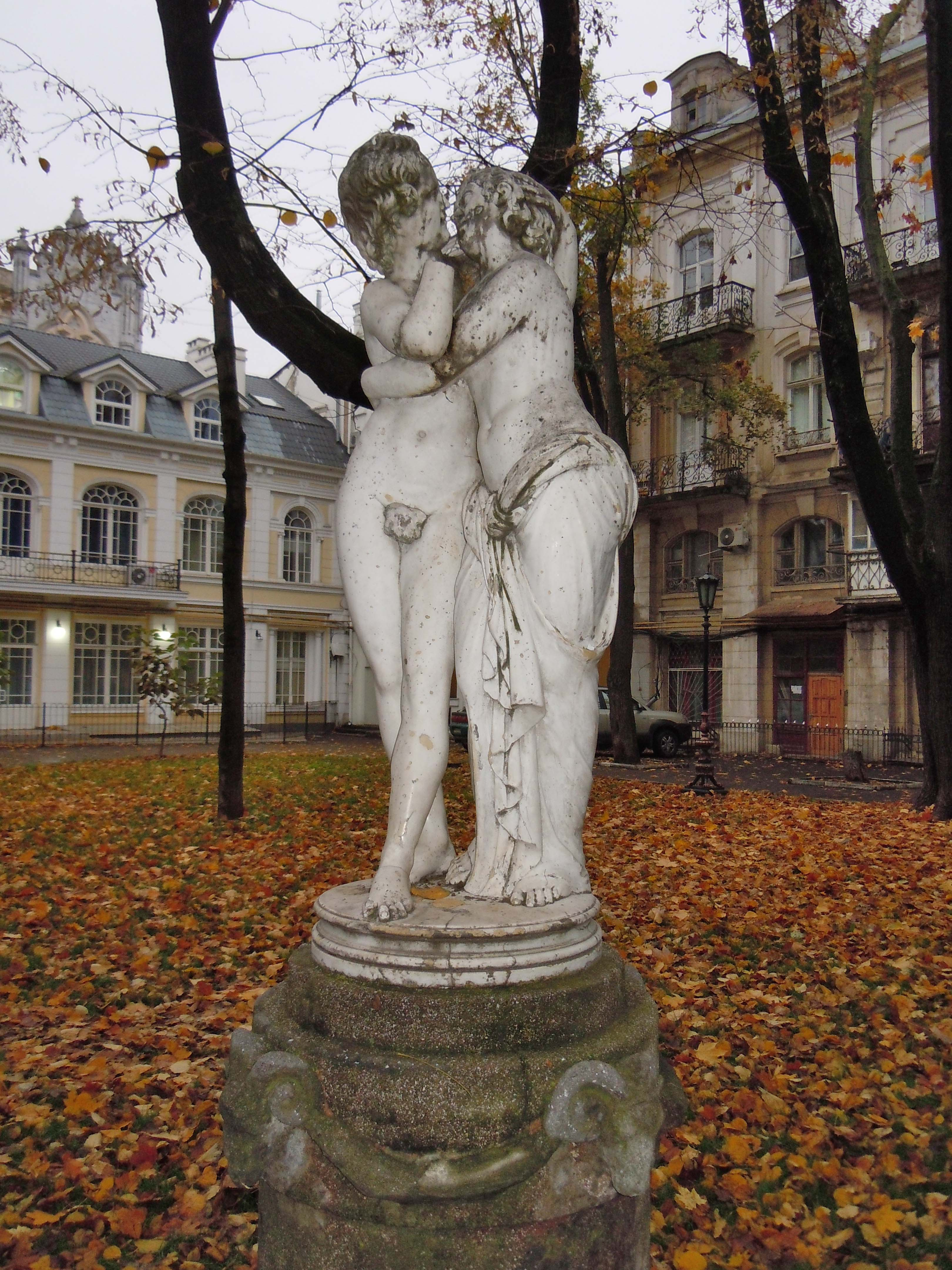
Скульптура Амур и Психея. 2013

В 1900 году в сквере установили статую Эроса и Психеи (скульптор Борис Эдуардс). В конце фильма «Приморский бульвар» (1988) эту статую укрывают полиэтиленом на зиму. Скульптура в хорошей сохранности, Амур ещё не лишён кисти правой руки (см. фото). В 2015 году скульптурная группа была отреставрирована художником-скульптором А. А. Мирзоевым.